# Vatica coriacea
Espèce
Classification phylogénétique
Statut de conservation UICN

 NT  : Quasi menacé
 Vatica coriacea est une espèce de plantes à fleurs de la famille des Dipterocarpaceae. C'est un grand arbre sempervirent endémique du Nord-Ouest de Bornéo.

## Répartition et habitat
On trouve l'espèce dans les forêts inondées (kerangas) du Sarawak et du Brunei Darussalam.

## Préservation
L'espèce est en danger critique d'extinction du fait de la déforestation et de l'exploitation forestière.